# Charly (Métropole de Lyon)
Charly is een gemeente in de Franse Métropole de Lyon (regio Auvergne-Rhône-Alpes). De plaats maakt deel uit van het arrondissement Lyon. Charly telde op 1 januari 2022 4.670 inwoners.

## Geografie
De oppervlakte van Charly bedroeg op 1 januari 2022 5,09 vierkante kilometer; de bevolkingsdichtheid was toen 917,5 inwoners per km².

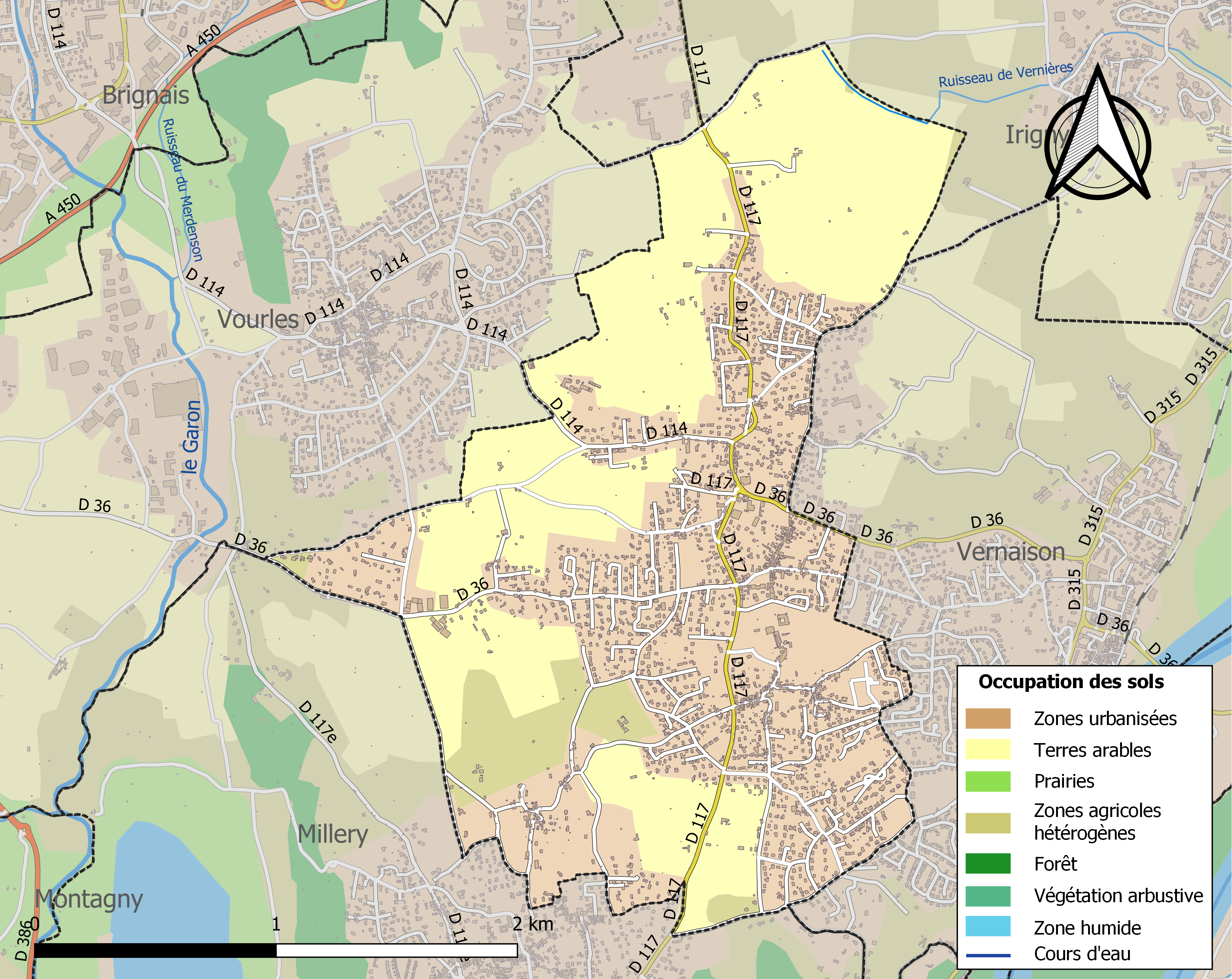
Kaart van de gemeente met de belangrijkste infrastructuur, bodemgebruik en omliggende gemeenten

## Demografie
Onderstaande figuur toont het verloop van het inwonertal (bron: INSEE-tellingen).